# دهنو دو (كوه بنج)
دهنو دو (بالفارسية: دهنو 2) هي مستوطنة تقع في إيران في البلدة المركزية. يقدر عدد سكانها بـ 41 نسمة .